# Baubaschata
Der Berg Baubaschata (kirgisisch Баубашата тоосу Baubaschata toossu) ist ein Berg im Westen des zentralasiatischen Staates Kirgisistan. Der Berg hat eine Höhe von 4427 Metern über dem Meeresspiegel.

## Lage
Der Berg Baubaschata liegt im Norden der Stadt Arslanbob, die auf 1600 Metern liegt. In unmittelbarer Umgebung des Baubaschatas befinden sich mit dem Aidausch (3121 m), dem Babasch-Ata-Gebirge (3096 m)  und dem Berg Tschon-Kerei (4146 m) weitere, niedrigere Berge. Im Norden des Berges Baubaschata befindet sich der Gebirgssee Kalkulan.
Nach Westen und Süden hin fällt das Gelände ins fruchtbare Ferghanatal ab.